# Ewolucja hipopotamowatych

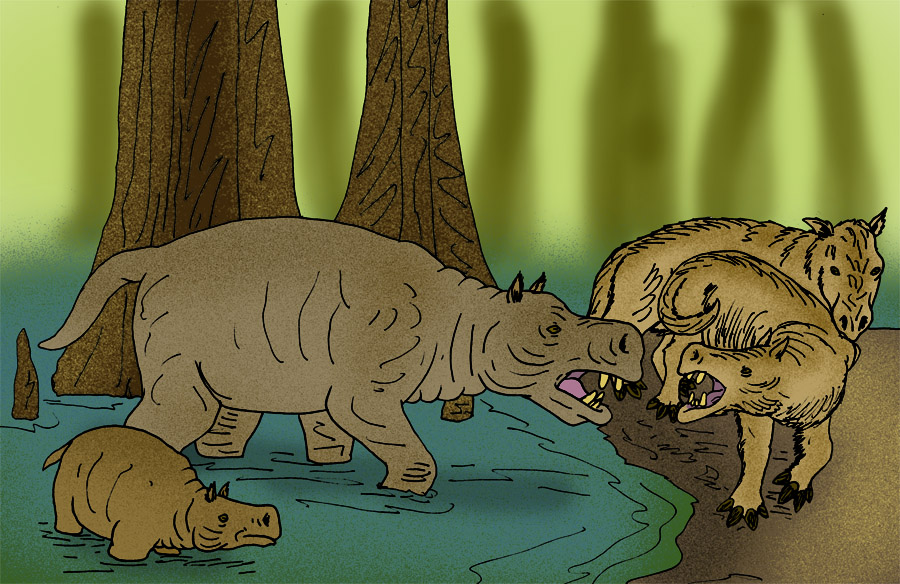
Anthracotherium magnus, rodzina anthracothere z oligocenu, wykazywały już podobieństwa do współczesnych hipopotamów.

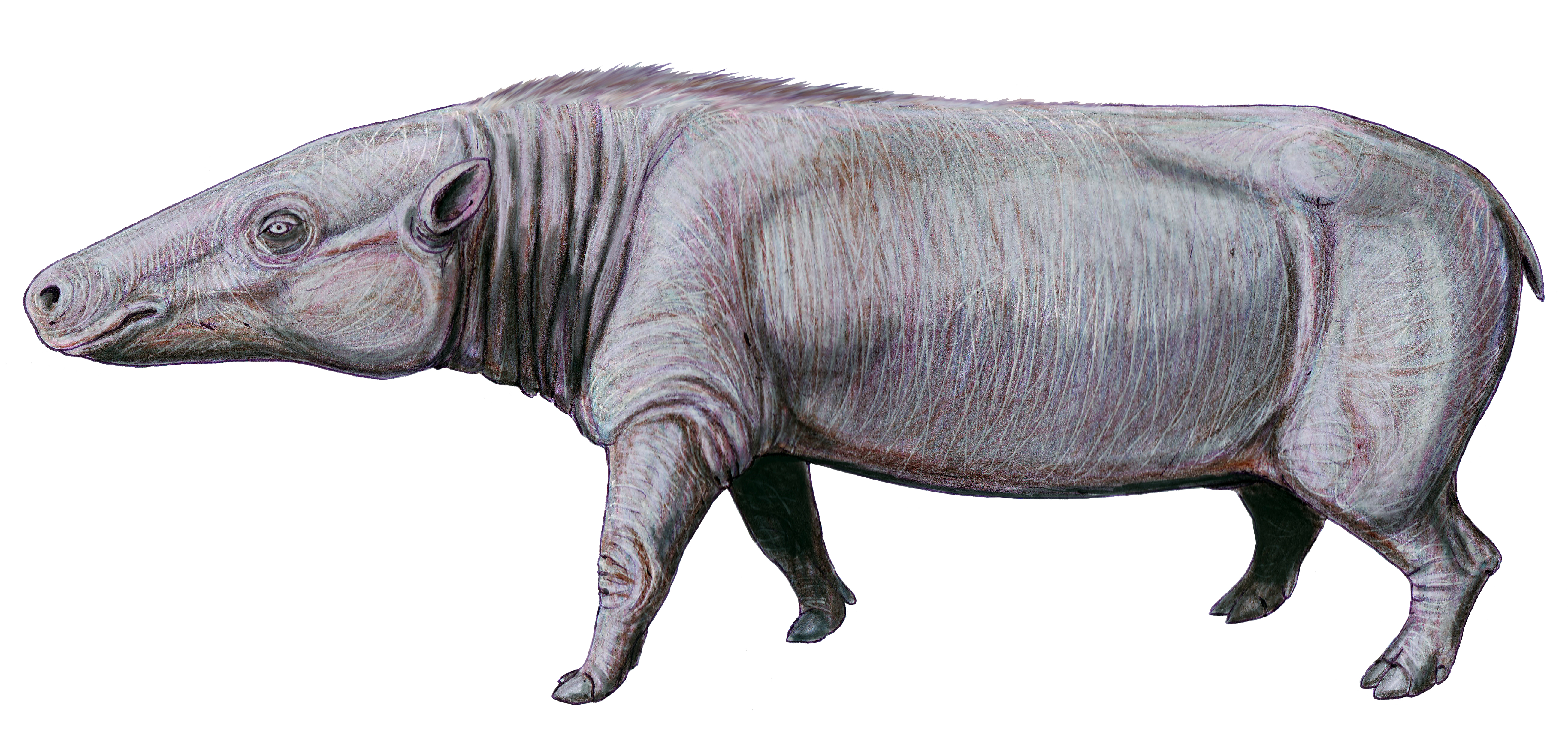
Rekonstrukcja Anthracotherium

Ewolucja hipopotamowatych – ewolucja biologiczna zwierząt zaliczanych do rodziny hipopotamowatych (Hippopotamidae)
Najnowsze badania nad pochodzeniem hipopotamowatych sugerują, że hipopotamy i wieloryby miały kiedyś wspólnego ziemno-wodnego przodka, który odłączył się od innych parzystokopytnych około 60 milionów lat temu. Hipoteza ta mówi, że odpowiednie rozejście się przodków waleni i hipopotamów nastąpiło około 54 milionów lat temu. Jedna gałąź ewoluowała w kierunku waleni. Być może zaczęła się od protowieloryba Pakicetus sprzed 52 milionów lat oraz innych przodków waleni, znanych pod nazwą Archaeoceti, którzy ostatecznie przeszli wodną adaptację do niemal w całości wodnych waleni.
Z kolei druga gałąź wyewoluowała w Anthracotheriidae – rodzinę czworonogich zwierząt, której najwcześniejsi znani przedstawiciele pochodzą z końca eocenu. Były to zwierzęta podobne do chudych hipopotamów ze stosunkowo małymi i wąskimi głowami. Wszystkie gałęzie Anthracotheriidae, poza tą, która wyewoluowała w kierunku Hippopotamidae, wyginęły bez zostawiania jakichkolwiek potomków.
Możemy prześledzić powierzchownie ewolucję przodków hipopotamów od eocenu i oligocenu (Anthracotherium i Elomeryx) po miocen (Merycopotamus i Libycosaurus). Merycopotamus, Libycosaurus i wszystkie Hippopotamidae można uznać za reprezentantów jednego kladu, przy czym Libycosaurus był bliżej spokrewniony z hipopotamami. Ich wspólny przodek mógł żyć w miocenie, około 20 milionów lat temu. Ostatni gatunek Anthracotheriidae wyginął podczas pliocenu.
Ewolucja hipopotamów wiąże się ściśle z rodziną Anthracotheriidae. Najstarszy znany hipopotam z rodzaju Kenyapotamus żył w Afryce 16-8 milionów lat temu. Hippopotamidae mogły wykształcić się w Afryce, a następnie rozprzestrzenić się równocześnie do Azji i Europy. Żaden hipopotam nigdy nie został odkryty w Amerykach. Od 7,5-1,8 miliona lat temu przodek hipopotamów, Archaeopotamus zamieszkiwał Afrykę i Bliski Wschód.
Z powodu małej naszej wiedzy pochodzącej z niezadowalającej ilości skamieniałości, możemy się jedynie domyślać, że dwa współczesne rodzaje, Hippopotamus i Choeropsis (być może też Hexaprotodon), mogły się rozdzielić 8 milionów lat temu. Naukowcy nie są zgodni, czy współczesny hipopotam karłowaty należy, czy też nie, do Hexaprotodon – rodzaju wielu azjatyckich hipopotamów blisko spokrewnionych z Hippopotamus; lub Choeropsis – starszym i bardziej pierwotnym rodzajem. Hipopotam nilowy pojawił się około 2 milionów lat temu w Etiopii, później około 120 tysięcy lat temu rozprzestrzenił się do Europy sięgając także do Wysp Brytyjskich.